# Parkway Drive
A Parkway Drive egy ausztrál metalcore zenekar Byron Bayből. A zenekar 2002-es megalakulása óta öt stúdiólemezt (Killing with a Smile, Horizons, Deep Blue, Atlas és Ire) jelentetett meg idáig. A zenekar egy a Byron Bayi szörfparadicsomhoz közeli vidéki út nevét vette fel névként. "Ire" című lemezük a Billboard 200-as lista 29. helyét foglalta el megjelenésekor. Legújabb albumuk Május 4-én jelent meg "Reverence" címmel, mely agresszívebb mint elődje, Winston McCall, a zenekar énekese szerint.

## Tagok

### Jelenlegi tagok
- McCall Thomas Winston  – ének (2003–)
- Jeff Ling – szóló gitár, háttérvokál (2003–)
- Luke Kilpatrick – mellék gitár, háttérvokál (2003–)
- Ben Gordon – dob (2003–)
- Jia O'Connor – basszusgitár, háttérvokál (2006–)

### Régebbi tagok
- Brett Versteeg – basszusgitár, háttérvokál (2003–2004)
- Shaun "Cashy" Cash – basszusgitár, háttérvokál (2004–2006)

## Diszkográfia
- Split (az I Killed the Prom Queen-el közös Kislemez, 2003)
- Don't Close Your Eyes (Kislemez, 2004)
- Killing with a Smile (2005)
- Horizons (2007)
- Deep Blue (2010)
- Atlas (2012)
- Ire (2015)
- Reverence (2018)